# Немања Петровић
Немања Петровић (Ваљево, 17. април 1992) је српски фудбалер. Игра на позицији левог бека, а тренутно наступа за ТСЦ из Бачке Тополе.

## Каријера
Петровић је у млађим категоријама наступао за Крушик из Ваљева након чега је 2008. прешао у Партизан. Три сезоне је провео у клупској филијали Телеоптику да би од сезоне 2013/14. постао члан првог тима Партизана. У фебруару 2016. је прослеђен на позајмицу у Макаби Нетању до краја такмичарске 2015/16. У сезони 2016/17. био је играч португалског Шавеса. Након тога се вратио у српски фудбал и две сезоне носио дрес Напретка из Крушевца. Годину дана је провео и у београдском Раду  да би у јулу 2020. потписао за екипу ТСЦ из Бачке Тополе.

## Трофеји

### Партизан
- Суперлига Србије (1) : 2014/15.